# Durand Scott
Durand Scott, né le 22 février 1990, à New York, dans l'État de New York, est un joueur américano-jamaicain de basket-ball. Il évolue au poste d'arrière.